# Richard Kandt
Richard Kandt (Posen, 17 de desembre de 1867 - Nuremberg, 29 d'abril de 1918, original nom Kantorowicz) va ser un metge alemany i explorador d'Àfrica.

## Vida
Richard Kandt va començar com a psiquiatre a Bayreuth i a Múnic. Entre 1897 i 1907 va explorar el nord-oest d'Àfrica Oriental Alemanya i el 1908 va ser nomenat resident de Ruanda, on va fundar la ciutat de Kigali. Gairebé un segle després de la seva mort, Kandt encara és una persona respectada a Ruanda. La seva antiga casa a Kigali és ara un museu d'història natural.
El juliol de 1897 va començar des de Bagamoyo i el juliol de 1898 Richard Kandt va descobrir una de les fonts del Nil al bosc de Nyungwe de Ruanda, la font essencial de Nil segons la seva opinió. Kandt explica això en el seu llibre Caput Nili, un treball deliberadament més elegant que erudit. Entre 1899 i 1901 va explorar el llac Kivu. Des del 1900 va ser un amic íntim amb l'escriptor Richard Voss.
El 2 de juliol de 1917 Kandt va patir una intoxicació per gas en la Primera Guerra Mundial al front oriental. Poc després va emmalaltir de tuberculosi miliar a Polònia. Va morir el 29 d'abril de 1918 en un hospital militar de Nuremberg.

## Obres
- Caput Nili; eine empfindsame Reise zu den Quellen des Nils (en alemany). 6a edició ampliada de 1921.  Berlín: Dietrich Reimer Verlag Berlin, 1904.
- Seele klingt.  Berlín: Dietrich Reimer Verlag, 1918. Poemes, editats pòstumament per Franz Stuhlmann.